# Ambassade du Ghana en Guinée
L'ambassade du Ghana en Guinée est la principale représentation diplomatique de la république du Ghana en Guinée.

## Liste des ambassadeurs
| N° | Nom et prénoms  | Début        | Fin       |
| -- | --------------- | ------------ | --------- |
| 01 | Jane Gasu Aheto | juillet 2018 | mars 2023 |
| 02 | Maxewell Awiaga | mars 2023    | En cours  |